# Táyum
Táyum es un municipio de quinta  categoría perteneciente a  la provincia de El Abra en la Región Administrativa de La Cordillera (RAC) situada al norte de la  República de Filipinas y de la isla de Luzón, en su interior.

## Geografía
Tiene una extensión superficial de 61.14 km² y según el censo del 2007, contaba con una población de 13.360 habitantes, 13.940 el día primero de mayo de 2010

### Ubicación
| Noroeste:Bangued  | Norte: La Paz | Noreste: Dolores  |
| Oeste: Bangued    |               | Este: Lagangilang |
| Suroeste: Bangued | Sur: Bucay    | Sureste: Bucay    |

### Barangayes
Táyum se divide administrativamente en 11 barangayes o barrios, 10 de los cuales tienen carácter rural, mientras que el restante es considerado como  urbano.
| Barangay          | Población (2007) | Población (2010) | Código (2012) |
| ----------------- | ---------------- | ---------------- | ------------- |
| Bagalay           | 1,007            | 937              | 140124001     |
| Basbasa           | 831              | 849              | 140124002     |
| Budac             | 1,280            | 1.286            | 140124003     |
| Bumagcat          | 808              | 794              | 140124004     |
| Cabaroan          | 1,276            | 1.251            | 140124005     |
| Deet              | 852              | 912              | 140124006     |
| Gaddani           | 1,284            | 1.325            | 140124007     |
| Patucannay        | 1,359            | 1.317            | 140124008     |
| Pias              | 1,032            | 1.165            | 140124009     |
| Táyum (Población) | 2,530            | 2.645            | 140124010     |
| Velasco           | 1,101            | 1.459            | 140124011     |